# Djupvik, Strängnäs kommun
Djupvik är en bebyggelse vid Mälaren, öster om Strängnäs i  Strängnäs kommun. SCB avgränsade här en småort från 2020 till 2023.